# Голенек
Голенёк — деревня в Осташковском городском округе Тверской области.

## География
Находится в западной части Тверской области на расстоянии приблизительно 25 км на север по прямой от города Осташков на восточном берегу Сосницкого плёса озера Селигер.

## История
Деревня была показана еще на карте Шуберта (1826—1840 года) в Валдайском уезде Новгородской губернии. В 1909 году здесь было показано 60 дворов, в 1941 — 80. До 2017 года входила в Мошенское сельское поселение Осташковского района до их упразднения.

## Население
Численность населения: 438 человек (1909 год), 20 (русские 85 %) 2002 году, 12 в 2010.